# 소이우찌
소이우찌(중국어 정체자: 蘇有志, 백화자: So͘ Iú-chì, 병음: Sū Yôuzhì, 한자음: 소유지, 1863년 10월 22일 ~ 1915년 9월 23일)는 1915년에 타파니 사건의 참가자 및 후원자이다.